# Малинники (Великоустюзький район)
Мали́нники (рос. Малинники) — присілок у складі Великоустюзького району Вологодської області, Росія. Входить до складу Усть-Алексієвського сільського поселення.

## Населення
Населення — 1 особа (2010; 2 у 2002).
Національний склад (станом на 2002 рік):
- росіяни — 100 %